# زنان در نیروهای مسلح پاکستان

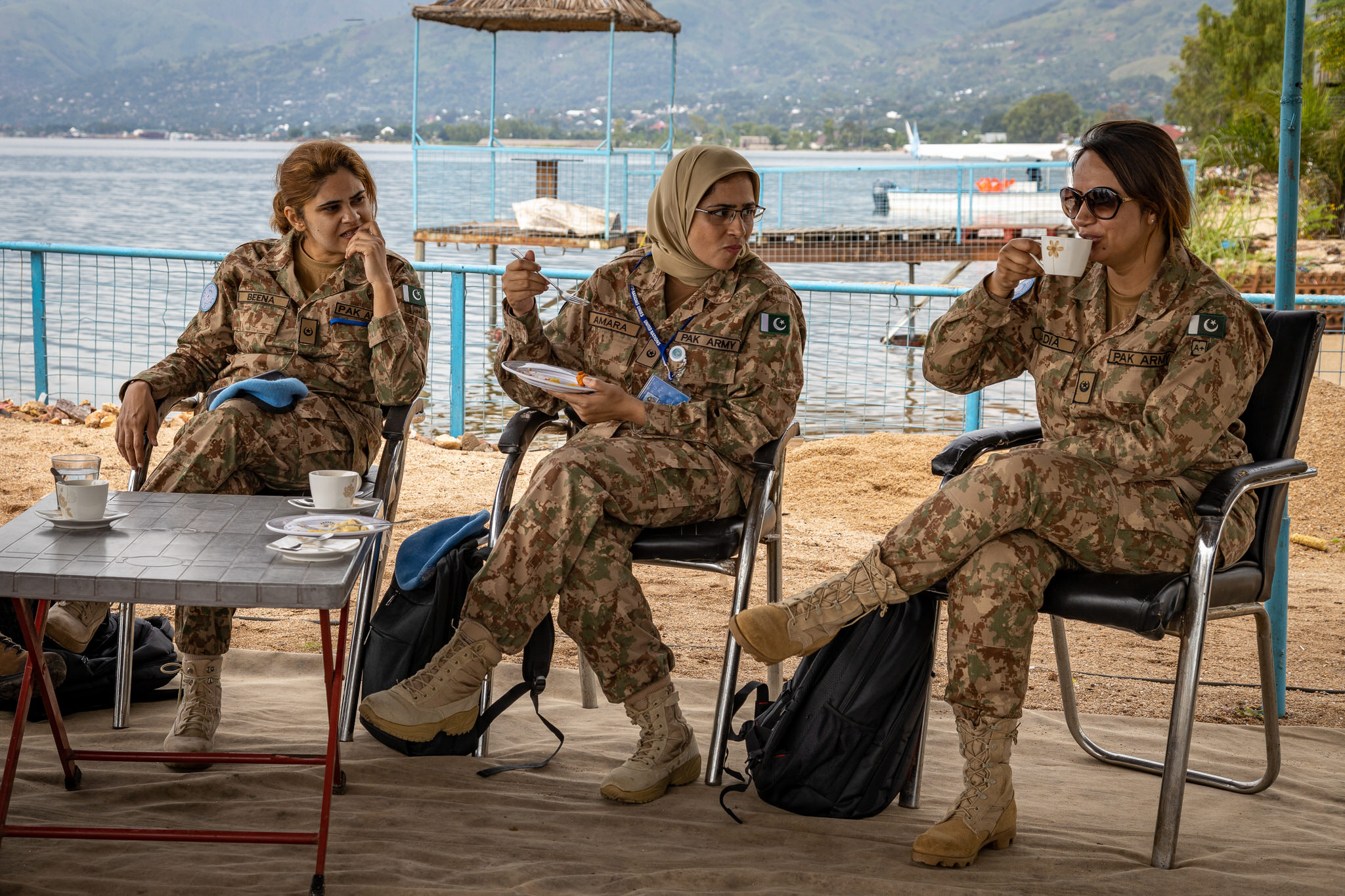
افسران زن ارتش پاکستان در حین استقرار در کنگو.

زنان در نیروهای مسلح پاکستان زنانی هستند که در نیروهای مسلح پاکستان خدمت می‌کنند. زنان از سال ۱۹۴۷ پس از تأسیس پاکستان در ارتش پاکستان شرکت می‌کنند. در سال ۲۰۰۶، اولین گروه خلبان زن هواپیماهای جنگنده به فرماندهی مأموریت هوایی رزمی PAF پیوستند. نیروی دریایی پاکستان زنان را از خدمت در شاخه رزمی منع می‌کند و منصوب می‌شوند و در عملیات‌های مربوط به تدارکات نظامی، کارکنان و دفاتر اداری ارشد، به ویژه در ستاد مرکزی و منطقه ای، شرکت می‌کنند. تعداد زنان متقاضی شاخه رزمی PAF در سال ۲۰۱۳ افزایش یافته‌است.
زنان نمی‌توانند به عنوان سرباز معمولی، نیروی هوایی یا ملوان به نیروهای مسلح بپیوندند. این پست‌ها فقط برای مردان باز است زنان فقط می‌توانند کمیسیون بگیرند. در مجموع ۴۰۰۰ زن تا سال ۲۰۱۷ به نیروهای مسلح خدمت کرده‌اند.